# Giuliano Figueras
Giuliano Figueras (Arzano, 24 gennaio 1976) è un ex ciclista su strada italiano.
Fu campione del mondo in linea Under-23 nel 1996, e poi professionista dal 1998 al 2007, vincendo alcune corse tra cui il Giro dell'Appennino 2002.

## Carriera
Da dilettante nel 1995 si laurea campione del mondo militari. L'anno dopo vince il titolo mondiale Under-23 a Lugano, giungendo al traguardo davanti ad altri tre azzurri, Roberto Sgambelluri, Luca Sironi e Paolo Bettini. Nelle tre stagioni tra i dilettanti, corse con la maglia della veneta Zalf-Euromobil-Fior, vince anche importanti corse di categoria, tra cui il Trofeo ZSŠDI, la Coppa Caivano e il Giro delle Regioni nel 1996, e il Trofeo Gianfranco Bianchin e una tappa sia al Giro della Valle d'Aosta che al Grand Prix Tell nel 1997.
Diviene professionista a inizio 1998 con la Mapei, vincendo in quell'anno una tappa del Tour de Langkawi, in Malaysia, e ottenendo un secondo posto di tappa alla Vuelta a España. Nel 1999 colleziona sei vittorie, comprese una tappa alla Vuelta al País Vasco e una al Tour de Romandie, e si classifica terzo alla Clásica San Sebastián, gara di Coppa del mondo; l'anno successivo vince invece il Gran Premio di Chiasso. Nel 2001 si trasferisce al team Ceramiche Panaria diretto da Bruno Reverberi, con cui resterà legato per quattro anni: in stagione si classifica decimo al Giro d'Italia (suo miglior piazzamento nella "Corsa Rosa"), vince il Giro del Veneto, viene convocato in Nazionale maggiore per i campionati del mondo di Lisbona, che termina al settimo posto, e conclude secondo nel prestigioso Giro di Lombardia, battuto da Danilo Di Luca. Nelle tre stagioni seguenti vince altre tre corse, il Giro dell'Appennino 2002, il Gran Premio di Chiasso 2003 e la Settimana Internazionale di Coppi e Bartali 2004. Nel 2005 passa alla Lampre per supportare Damiano Cunego come gregario; ottiene comunque, l'anno successivo, la vittoria in solitaria al Giro del Lazio.
Dopo alcuni tentennamenti, decide di ritirarsi dall'attività agonistica a soli 31 anni, nel marzo 2007, stanco dei sacrifici della carriera ciclistica. In carriera ha conquistato in totale quattordici vittorie da professionista; ha inoltre partecipato per quattro volte al Giro d'Italia e per tre volte alla Vuelta a España.

## Palmarès
- 1993 (Juniores)

Trofeo Tosco-Umbro
- 1994 (Juniores)

Classifica generale Trofeo Buffoni Juniors
4ª tappa Dusika Jugend Tour (Gumpoldskirchen > Grünbach am Schneeberg)
Classifica generale Dusika Jugend Tour
4ª tappa Giro della Lunigiana
5ª tappa Giro della Lunigiana
7ª tappa Giro della Lunigiana
- 1995 (dilettanti)

Coppa Papà Espedito
Campionati del mondo militari, Prova in linea
- 1996 (dilettanti)

Coppa Fiera di Mercatale
Montecarlo-Alassio
Trofeo ZSŠDI
Classifica generale Giro delle Regioni
Coppa Caivano
Classifica generale Barcellona-Montpellier
Campionati del mondo, Prova in linea Under-23
- 1997 (dilettanti)

Trofeo Gianfranco Bianchin
2ª tappa Giro Baby (Follonica > Poggio a Caiano)
2ª tappa, 2ª semitappa Giro della Valle d'Aosta (Mieussy > Taninges)
5ª tappa Grand Prix Tell (Affoltern am Albis > Soletta)
- 1998 (Mapei, una vittoria)

11ª tappa Tour de Langkawi (Tanjung Malim > Genting Highlands)
- 1999 (Mapei, sei vittorie)

4ª tappa Setmana Catalana (L'Hospitalet de Llobregat > Cerdanyola del Vallès)
5ª tappa Vuelta al País Vasco (Tolosa > Zalla)
1ª tappa Tour de Romandie (Ginevra > Fleurier)
Memorial Rik Van Steenbergen
2ª tappa Tour de Wallonie (Tubize > Dinant)
5ª tappa Tour de Wallonie (Amay > Amay)
- 2000 (Mapei, una vittoria)

Gran Premio di Chiasso
- 2001 (Ceramiche Panaria, una vittoria)

Giro del Veneto
- 2002 (Ceramiche Panaria, una vittoria)

Giro dell'Appennino
- 2003 (Ceramiche Panaria, una vittoria)

Gran Premio di Chiasso
- 2004 (Ceramiche Panaria, una vittoria)

Classifica generale Settimana Internazionale di Coppi e Bartali
- 2006 (Lampre-Fondital, due vittorie)

3ª tappa, 2ª semitappa Brixia Tour (Pian Camuno > Saviore dell'Adamello)
Giro del Lazio

### Altri successi
- 1996 (Dilettanti)

Prologo Giro delle Regioni (Narni > Narni, cronosquadre)
- 2001 (Panaria - Fiordo)

Classifica giovani Giro del Trentino
- 2004 (Ceramiche Panaria)

Classifica scalatori Settimana Internazionale di Coppi e Bartali

## Piazzamenti

### Grandi Giri
- Giro d'Italia

1999: 36º
2000: ritirato (7ª tappa)
2001: 10º
2003: 28º
2004: non partito (18ª tappa)
- Vuelta a España

1998: 56º
2001: 29º
2005: ritirato (2ª tappa)

### Classiche monumento
- Milano-Sanremo

1998: 144º
2001: 28º
2002: 48º
2003: 39º
2004: 49º
2005: 38º
2006: 83º
- Liegi-Bastogne-Liegi

1999: 15º
2000: 89º
2006: 26º
- Giro di Lombardia

1998: ritirato
2001: 2º
2003: 54º

### Competizioni mondiali
- Campionati del mondo su strada

Lugano 1996 - In linea Under-23: vincitore
Lisbona 2001 - In linea Elite: 7º

### Competizioni europee
- Campionati europei

Trutnov 1995 - In linea Under-23: 3°
Isola di Man 1996 - In linea Under-23: 4°

## Riconoscimenti
- Premio Italia under 23 nel 1997